# Humberto Rosa
Pour les articles homonymes, voir Rosa.
Humberto Jorge Rosa (né le 8 avril 1932 à Buenos Aires en Argentine et mort le 8 septembre 2017 à Padoue (Italie)) est un joueur devenu entraîneur de football italo-argentin (oriundo), et qui jouait en tant que milieu de terrain.

## Biographie
Humberto Rosa joue en tout 240 matchs et inscrit 31 buts en Serie A sous les maillots de la Sampdoria, de Padova, de la Juventus (avec qui il inscrit 2 buts en 18 matchs de Serie A) et du Napoli. 
Avec les partenopei, il joue au total 20 matchs et inscrit un but en Serie B. Il endosse également le maillot de la Lazio, club avec qui il inscrit seulement 3 buts lors d'une tournée amicale en 1957.
Après la fin de sa carrière de footballeur, il devient entraîneur, prenant les commandes du Calcio Padova, de Siracusa, de l'Unione Sportiva Latina, de l'Udinese, du Pro Patria, et de Venise. Il obtient comme meilleur résultat l'accès à la finale de la Coppa Italia en 1966-1967 avec Padoue, qui évolue à l'époque en Serie B, finale lors de laquelle les vénétiens sont opposés au Milan.